# Coyotenfell

Zwei Coyotenfelle unterschiedlicher Herkommen
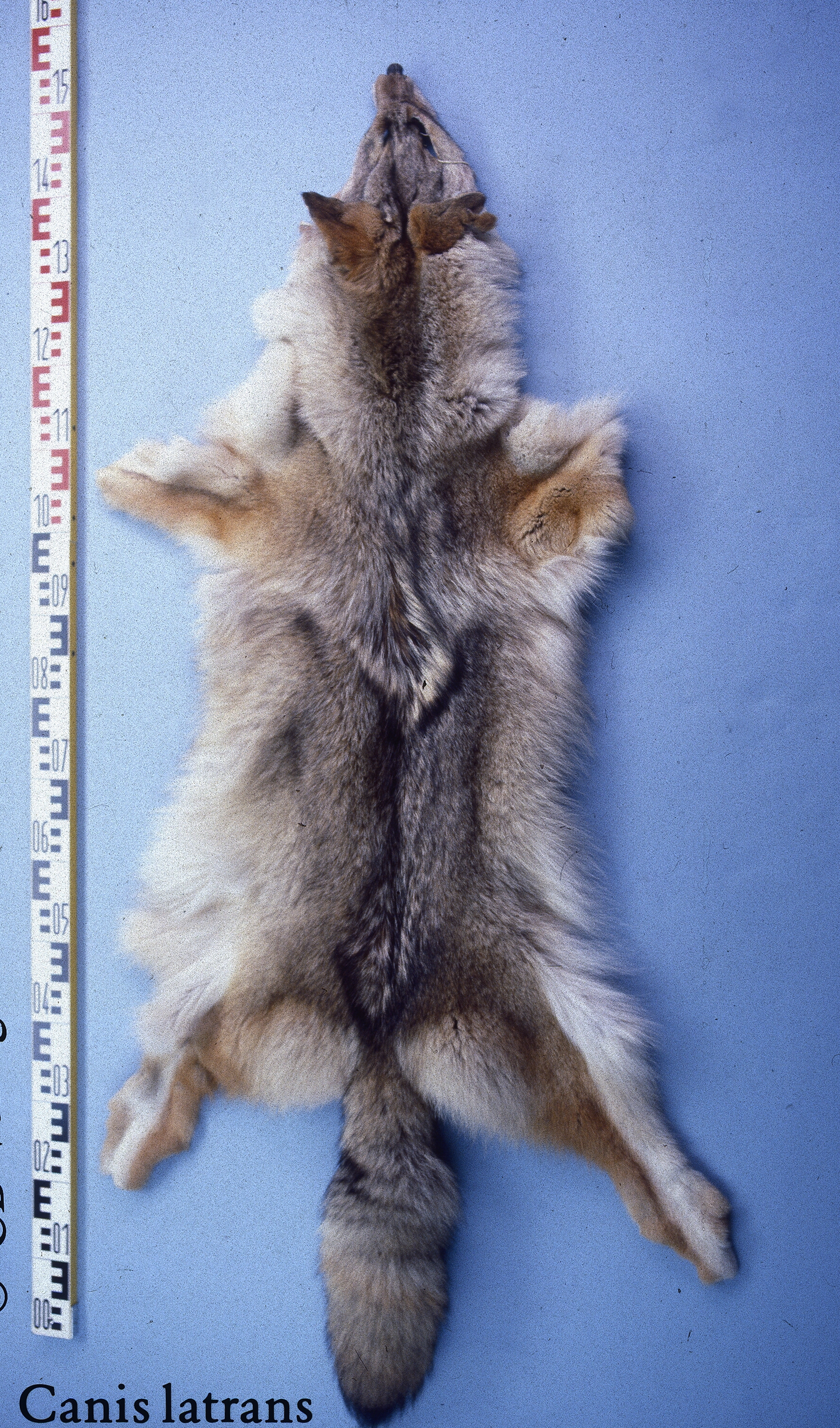
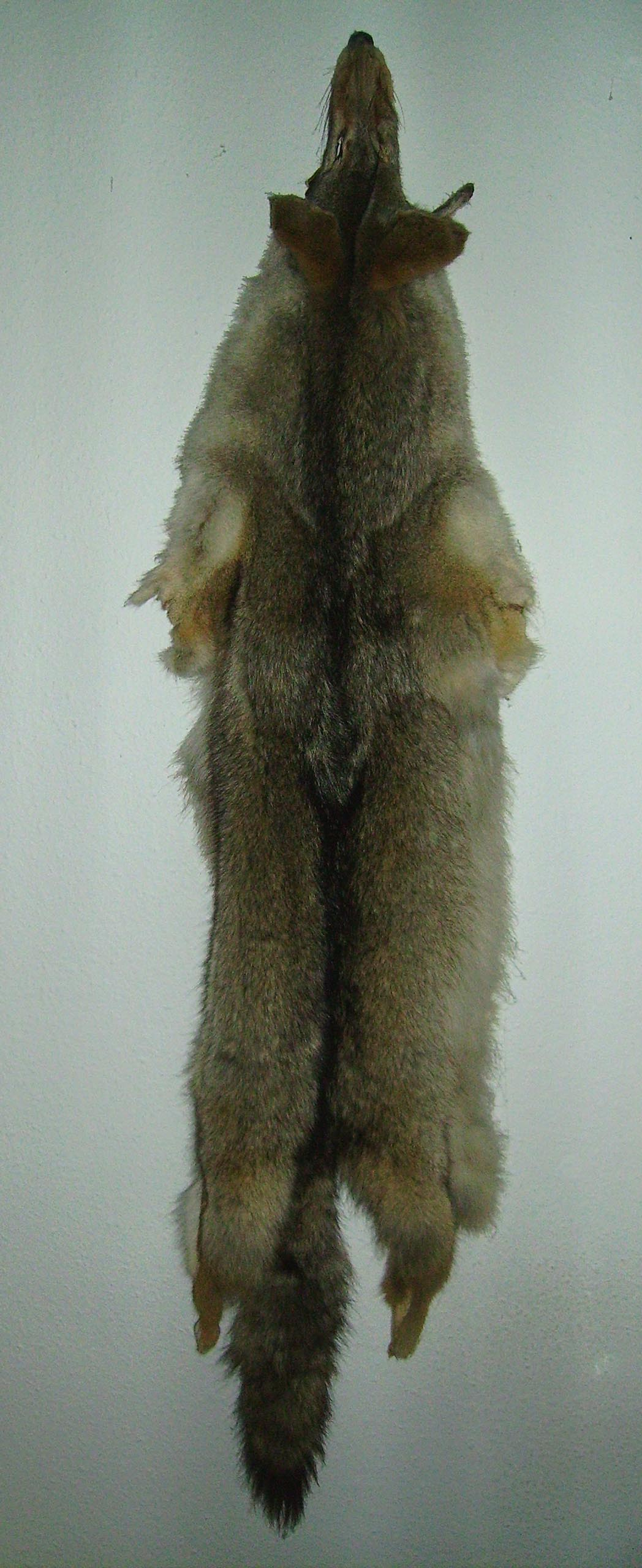

Das Coyotenfell ist das Fell des nordamerikanischen Kojoten (Coyote), auch bekannt als nordamerikanischer Präriewolf oder Steppenwolf. Es ist die hauptsächlich für Pelze verwendete Art aus den Wolfs- und Schakalartigen. Der Pelz wurde bis in die 1970er Jahre im Einzelhandel meist nicht vom eigentlichen Wolf unterschieden, er wurde ebenfalls als Wolfspelz angeboten. Das mexikanische Wort Coyote, die im Pelzhandel gebräuchliche Schreibweise, bedeutet so viel wie Mischling. Er ist in großen Teilen Nordamerikas von Alaska bis Costa Rica beheimatet, die größte Populationsdichte befindet sich in den Süd-Zentral-Vereinigten Staaten, einschließlich Texas. Nach Inkrafttreten des Washingtoner Artenschutz-Übereinkommens mit seinen unterschiedlichen Schutzstufen wurde jedoch auch im Handel eine Differenzierung zwischen Coyotenfellen und Fellen der eng verwandten Wölfe notwendig und wichtig (in der Bundesrepublik gültig seit 20. Juni 1976, Österreich 27. Januar 1982).

## Fell
Das Fell ist etwa 95 bis 125 cm lang einschließlich des Schweifs, damit ist er kleiner als der eigentliche Wolf und größer als ein Fuchs. Das struppige, rötlich-gelblich-graue Fell, zuweilen durch einen Ansatz schwarze Haare auf dem Rücken überschleiert, ist dick und recht langhaarig, das Bauchhaar ist dagegen seidig. Das Unterhaar ist kurz und weich, so dass die Grannenhaare flach aufliegen, beim Wolf mit aufrecht stehenden Haaren. Die Kehle und die Brust sind weiß. Die Mähne ist sehr langhaarig und keilförmig, anders als die hauptsächliche Halbmondform beim Wolf. Außerdem ist die Schnauze schmaler, die Ohren sind größer und die Beine kürzer als beim Wolf. Typisch ist auch der große, buschige und grobhaarige Schwanz. Die Haarqualität ist im Spätherbst am besten.
Der Haltbarkeitskoeffizient für Coyotenfell wird mit 60 bis 70 Prozent angegeben. Bei einer Einteilung der Pelztiere in die Haar-Feinheitsklassen seidig, fein, mittelfein, gröber und hart wird das Coyotenhaar als gröber eingestuft.

## Handel

Coyotenjacke des US-Präsidenten Gerald Ford
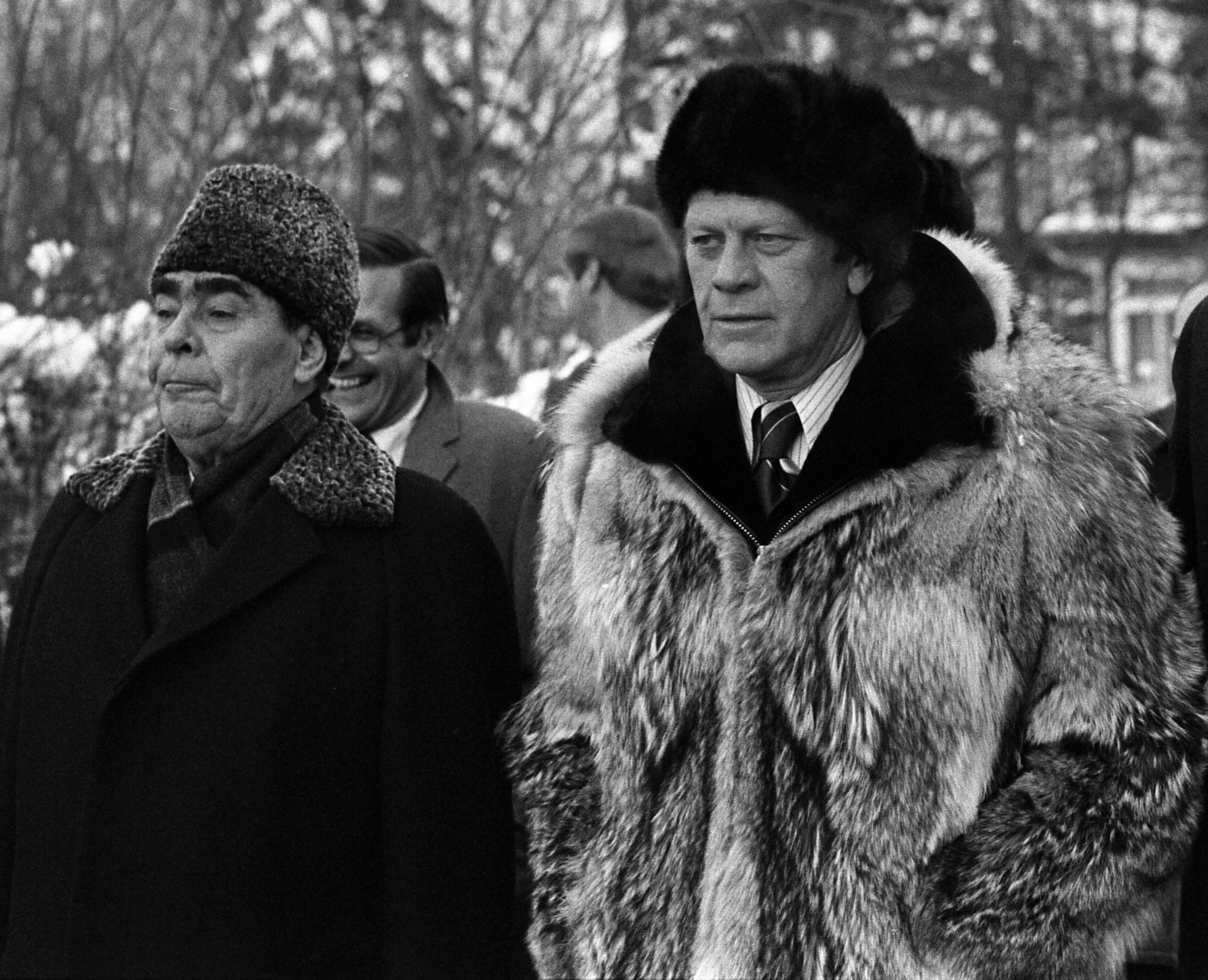
Gerald Ford (rechts) und Leonid Breschnew (1974)
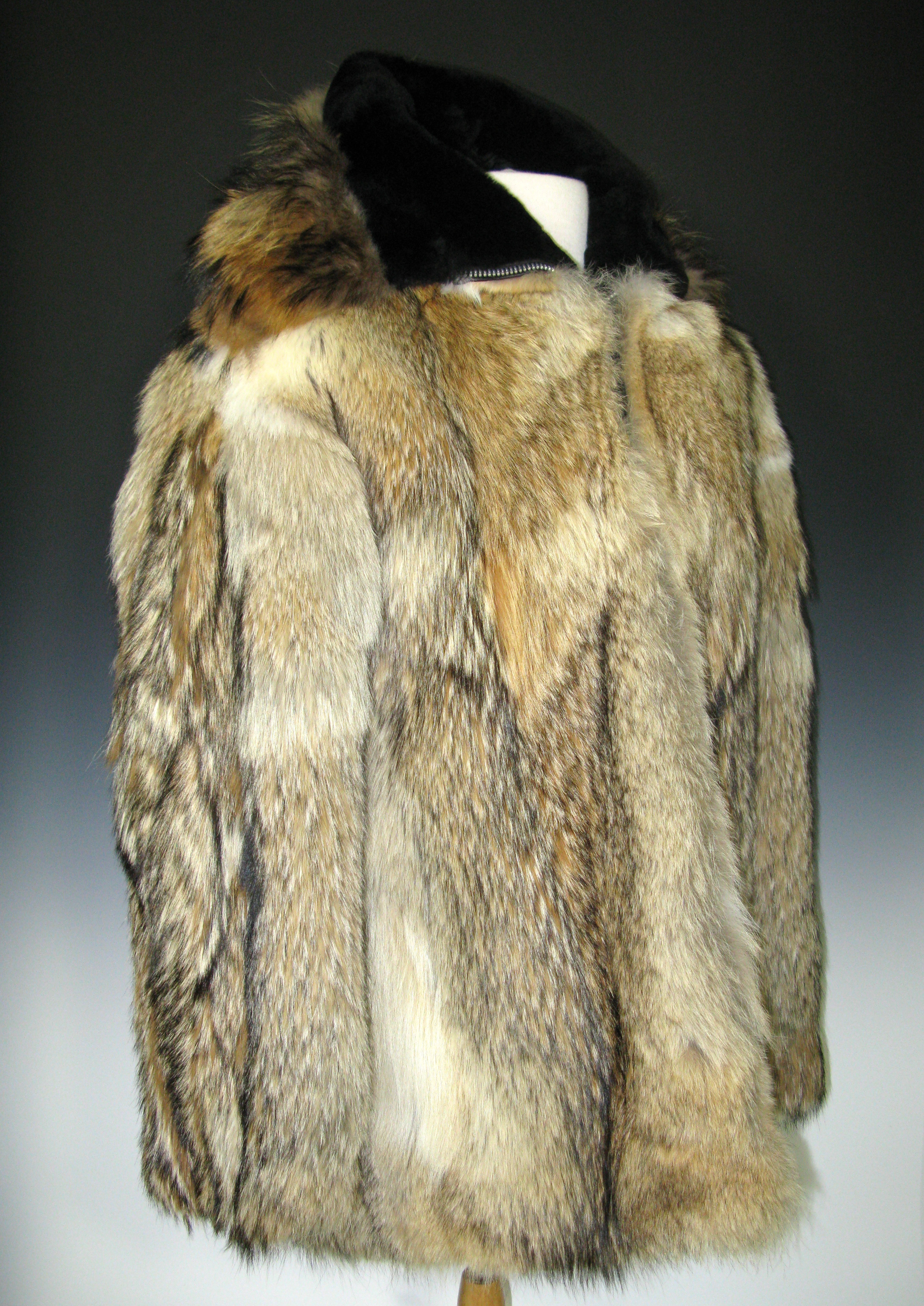
Fords Coyotenjacke jetzt im Museum (1999)

Die ersten statistischen Zahlen über den Fellanfall, getrennt nach Wölfen und Coyoten, liegen ab dem 20. Jahrhundert vor, sind aber nicht völlig sicher zu ermitteln. Durch die nahe zoologische Verwandtschaft überlappen sich einige Arten im Aussehen, so dass es auch heute im Einzelfall schwierig ist, die für die Exportgenehmigung nötige Zuordnung vorzunehmen. Es fehlen exakte Kriterien, mit denen sich im Zweifel, beispielsweise Felle junger Wölfe, von Coyotenfellen unterscheiden lassen.
Durchschnittliche Qualitäten wurden im amerikanischen Handel als South-Western Wolves (Südwest-Wölfe) bezeichnet, um den als wenig verkaufsfördernd angesehenen Namen Coyote zu vermeiden, auch wenn sie nicht wirklich alle aus diesem Landesteil stammten. Die geringe Menge sehr seidiger Felle wurde ohnehin in die Sortimente der westlichen Wölfe einsortiert.
Die Hudson’s Bay Company gliederte die Felle nach Herkommen, Sorten und Größen auf:
- Kanada: YF (York Fort, etwa Alberta, Saskatchewan, Manitoba) und NW (Nordwest), USA
- Sorten: I, I & No. 2, I & II, II, III, IV, damaged (beschädigt)
- Größen: exexlarge, exlarge, large, medium, small[6]

Die Anlieferung erfolgt in Beutelform (rund abgezogen, hinten geschlossen), mit dem Haar nach außen, oder aber aufgeschnitten.

## Verarbeitung

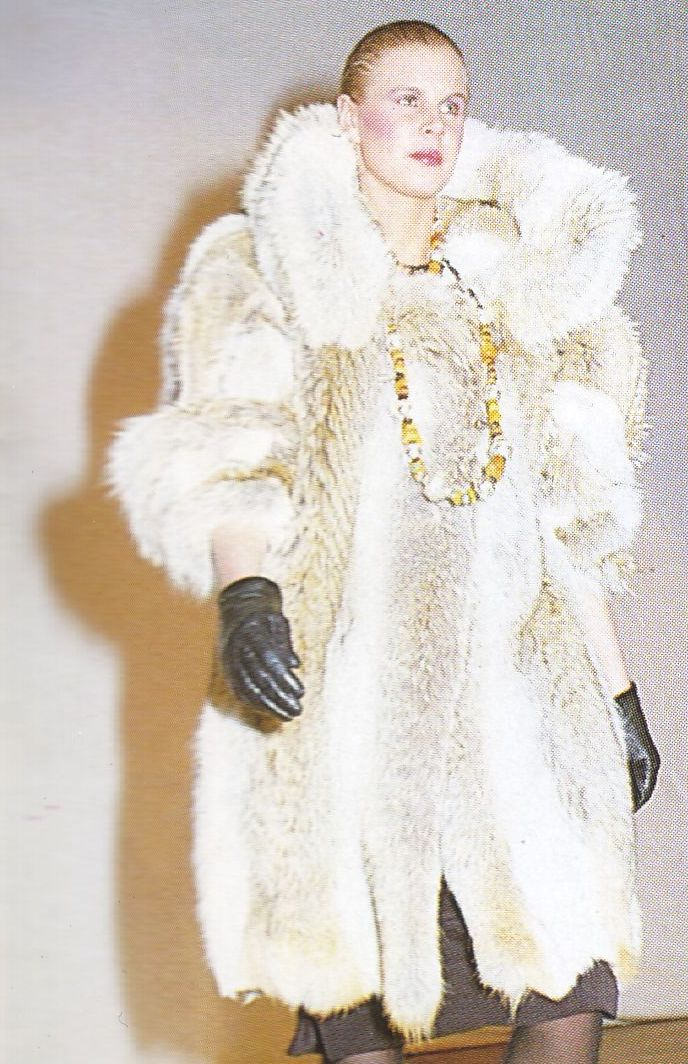
Galonierter Coyotenmantel (Pabst, Bielefeld 1986)
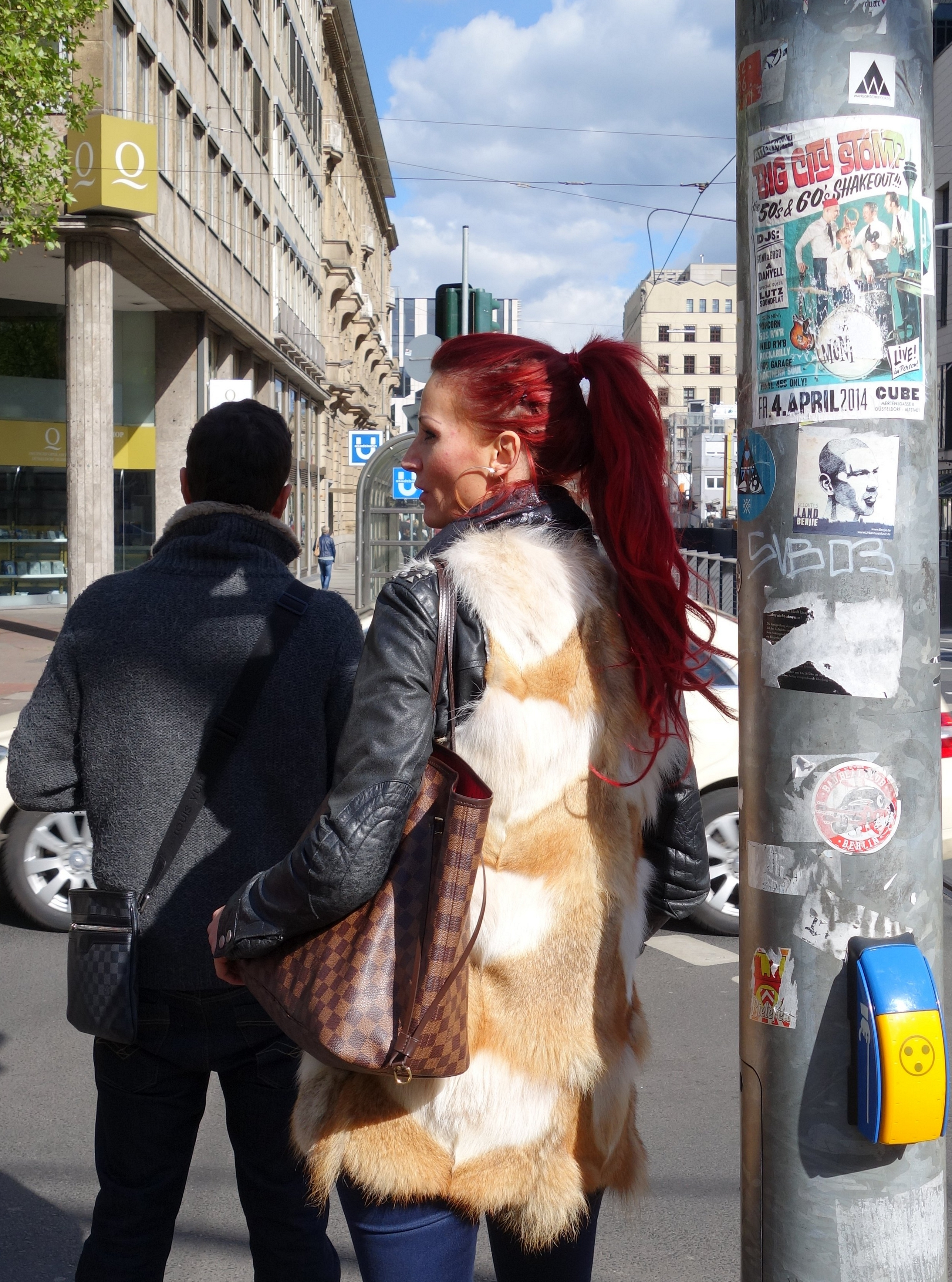
Weste aus Coyotenpfoten (Düsseldorf 2014)

Coyotenfelle werden zu Decken verarbeitet, gute Qualitäten auch zu Besätzen und Kapuzenverbrämungen sowie zu Jacken und zu (Herren)-Mänteln, ehemals auch zu Pelzkolliers (Schals in Tierform).
Eine Schwierigkeit bei der Pelzverarbeitung bedeutet die langhaarige, keilförmige Mähne. Sie abfallen zu lassen ist nicht einfach und macht die Verwendung häufig unlukrativ. Als es in den 1920er Jahren möglich wurde, die Felle in der Pelzveredlung zu bleichen und zu färben, erhielten sie dadurch ein den Dachsfellen ähnliches Aussehen und die Mähne brauchte nicht mehr entfernt zu werden. Die Verarbeitungstechnik ist ansonsten gleich der Wolfsfelle, Fuchsfelle und ähnlicher Langhaarpelze.
Im Jahr 1989 gab Helmut Lang den damaligen ungefähren Materialverbrauch für einen Damenmantel der Konfektionsgröße 40 mit bis zu 14 Coyotenfellen an.

## Zahlen, Fakten
(Insbesondere ältere Mengenangaben unterscheiden nicht zwischen Coyoten- und Wolfsfellen.)
Detaillierte Handelszahlen über nordamerikanische Rauchwaren finden sich bei
- Emil Brass: Aus dem Reiche der Pelze. Verlag der „Neuen Pelzwaren-Zeitung und Kürschner-Zeitung“, Berlin 1911
- Emil Brass: Aus dem Reiche der Pelze. 2. Auflage, Verlag der „Neuen Pelzwaren-Zeitung und Kürschner-Zeitung“, Berlin 1925
- Emil Brass: Aus dem Reiche der Pelze (1911) im Internetarchiv: https://archive.org/details/ausdemreichederp00bras
- Milan Novak u. a., Ministry of Natural Resources: Wild furbearer management and conservation in North America. Ontario 1987 (engl.). ISBN 0-7778-6086-4
- Milan Novak u. a., Ministry of Natural Resources: Furbearer Harvests in North America, 1600-1984. Anhang zu vorstehendem Wild furbearer management and conservation in North America. Ontario 1987 (engl.). ISBN 0-7729-3564-5
- 1982/83, in dieser Saison fielen in Kanada und den USA 508.171 registrierte Coyotenfelle an.
- Um 1988 fielen jährlich etwa 600.000 Felle an, davon etwa 60.000 aus Kanada. Während die Wolfsbestände immer mehr abnahmen, stellte man zu dieser Zeit eine stetige Zunahme bei den Coyoten fest.[6][4]

## Anmerkung
1. ↑  Die angegebenen vergleichenden Werte (Koeffizienten) sind das Ergebnis vergleichender Prüfung durch Kürschner und Rauchwarenhändler in Bezug auf den Grad der offenbaren Abnutzung. Die Zahlen sind nicht eindeutig, zu den subjektiven Beobachtungen der Haltbarkeit in der Praxis kommen in jedem Einzelfall Beeinflussungen durch Pelzzurichtung und Pelzveredlung sowie zahlreiche weitere Faktoren hinzu. Eine genauere Angabe könnte nur auf wissenschaftlicher Grundlage ermittelt werden. Die Einteilung erfolgte in Stufen von jeweils 10 Prozent. Die nach praktischer Erfahrung haltbarsten Fellarten wurden auf 100 Prozent gesetzt.
2. ↑  Der Autor merkt ergänzend an (formal gering modifiziert): „Die Anzahl der für ein bestimmtes Pelzprodukt bereitzustellenden Einzelfelle kann im Voraus keinesfalls sicher angegeben werden. Maßgebende Faktoren dafür sind in erster Linie jeweils vorherrschende Modeaspekte, wie Weite, Länge, Kragen- und Ärmelformen. Die Angabe kann bestenfalls Anhaltspunkte liefern, zumal die ursprüngliche Größe des Felles durch mehr oder weniger starke Einwirkungen bei der Konservierung und Pelzzurichtung, aber auch noch innerhalb der Kürschnerei Veränderungen unterworfen ist. Die Zahlen lassen auch Rückschlüsse auf die unterschiedliche Körpergröße der Tiere zu.“